# Jaulges
Jaulges – miejscowość i gmina we Francji, w regionie Burgundia-Franche-Comté, w departamencie Yonne.
Według danych na rok 1990 gminę zamieszkiwało 415 osób, a gęstość zaludnienia wynosiła 34 osoby/km² (wśród 2044 gmin Burgundii Jaulges plasuje się na 516. miejscu pod względem liczby ludności, natomiast pod względem powierzchni na miejscu 786.).